# Johann Wenzel Pohl
Johann Wenzel Pohl, in der tschechischen Namensform Jan Václav Pól, (* 1720 in Königgrätz; † 23. Juni 1790 in Wien) war ein tschechischer Grammatiker des 18. Jahrhunderts.

## Leben
Die Herkunft Pohls und sein Bildungsgang liegen im Dunkeln – er selbst gab an, in Königgrätz geboren zu sein, seine Taufe ist dort aber nicht in den Kirchenbüchern nachzuweisen. Ab 1746 war er Lehrer der „böhmischen Sprache“ am Theresianum, um das Jahr 1755 herum unterrichtete er dann auch den Thronfolger und späteren Kaiser Joseph II. im Tschechischen. 1756 veröffentlichte er unter dem Titel Grammatica linguae bohemicae Oder Die Böhmische Sprach=Kunst bestehend in vier Teilen… eine tschechische Grammatik, die vier weitere Auflagen erlebte (1764, 1773, 1776 und 1783), ab der dritten Auflage unter dem Titel Neuverbesserte Böhmische Grammatik mit allen erforderlichen tüchtigen Grundsätzen…. 
Die ersten beiden Auflagen stützten sich noch weitgehend auf die ältere Grammatik von Václav Jan Rosa, später schlug Pohl mehrere Änderungen der Orthografie vor, vor allem bemühte er sich aber um eine Erweiterung des tschechischen Wortschatzes durch zahlreiche Neologismen. Insbesondere wegen des letzten Punktes wurde er scharf von Josef Dobrovský kritisiert, der ihm mangelnde Kenntnis des Tschechischen vorwarf und faktisch bewirkte, dass Pohls Anregungen im eigentlichen tschechischen Sprachgebiet nicht akzeptiert wurden. Ein von Pohl geplantes großes Wörterbuch erschien schließlich nicht im Druck, nachdem Dobrovský František Jan Tomsa dazu veranlasst hatte, die Herausgabe seines Wörterbuchs zu beschleunigen. Auch ein 1786 veröffentlichter Orthografietraktat unter dem Titel Wahre gegründete böhmische Rechtschreibart mit im Grunde der Sprache bewährten Beweistume zu erforderlichen Gebrauch der K. K. adelichen Akademien, und sämmtlicher Liebhabern dieser Sprache und sein tschechisches Äquivalent wurden kaum beachtet.
Ab dem frühen 19. Jahrhundert galt Pohls Grammatik als Inbegriff des schlechten Tschechischen und die Erinnerung an sie wurde in zahlreichen Sprachgeschichten immer wieder beschworen, ohne dass sie je genauer untersucht worden wäre (eine Ausnahme bilden lediglich die polemischen Artikel von A. Lisický). Erst ab den 1990er-Jahren setzte sich eine etwas positivere Bewertung von Pohls Arbeiten durch.